# Léandre Bergeron
Pour les articles homonymes, voir Bergeron.
Léandre Bergeron né en 1933 à Saint-Lupicin au Manitoba et mort le 31 juillet 2025 à Rouyn-Noranda au Québec est un dramaturge, un historien, un linguiste et un scénariste québécois de bande dessinée. 

## Biographie
Léandre Bergeron est le frère du grand communicateur Henri Bergeron,.
Il est né au Manitoba dans une famille francophone de huit enfants, issue d’une minorité exposée à l’assimilation. Après des études à l’Université de Saint-Boniface, il obtient un baccalauréat en pédagogie à l’Université du Manitoba en 1957. Il enseigne quelque temps au secondaire. En 1959, il part en France pour rédiger une thèse de doctorat sur Paul Valéry à l’Université d’Aix-Marseille.
En 1961, il revient au Canada. Il enseigne d’abord au Collège militaire royal du Canada à Kingston, puis il s’établit durablement au Québec en 1964 comme enseignant à Sir George Williams University à Montréal qui deviendra l’Université Concordia. Il s’implique dans les milieux intellectuels de la gauche, collaborant à la revue Parti pris, au Parti socialiste du Québec et travaille aux côtés de Victor-Lévy Beaulieu. En 1974, il fonde avec ce dernier, les Éditions de l'Aurore,.
Bergeron marque l’histoire intellectuelle du Québec avec le Petit manuel d’histoire du Québec en 1970, un ouvrage au succès retentissant (plus de 125,000 exemplaires vendus), célèbre pour sa vision critique de l’histoire, centrée sur la lutte des classes et la question nationale,,,,.
Il est aussi l’auteur d’essais, de manifestes appelant à des changements radicaux, ainsi que de dictionnaires sur la langue québécoise. Il publie en parallèle des bandes dessinées historiques et milite ouvertement pour la reconnaissance du fait québécois au Canada et à l’international.
À partir de 1975, lassé de la vie urbaine et universitaire, il quitte Montréal pour devenir paysan et boulanger artisanal à McWatters en Abitibi-Témiscamingue, où il adopte un mode de vie autosuffisant et publie sur ses expériences alternatives,,,. Dans les années 2000, il milite dans l'Union paysanne,,. Sa carrière prolifique couvre la littérature, la linguistique et la divulgation historique jusqu’à la publication de nouveaux ouvrages jusque dans les années 2000.
Dans les années 2000 et 2010, Léandre Bergeron, artisan-boulanger à la ferme en Abitibi-Témiscamingue, entre en conflit avec le Ministère de l’Agriculture, des Pêcheries et de l’Alimentation du Québec à propos de la production de pain dans sa cuisine familiale. Produisant du pain artisanal depuis les années 1980, il adopte une formule de contribution volontaire après que le MAPAQ lui eut interdit la vente directe selon la législation stricte sur la transformation alimentaire à domicile, surtout pour des volumes importants ou la vente en gros. Refusant d’entrer dans le moule de la production industrielle, Bergeron critique ouvertement le manque d’ouverture du MAPAQ à l’égard de l’artisanat alimentaire et revendique un encadrement adapté à la petite production.
En 2015, le MAPAQ menace de confisquer sa production considérée alors comme illégale, arguant du non-respect des normes de salubrité. Bergeron défend sa démarche, appuyé par une partie de la communauté locale, et parvient temporairement à une reconnaissance partielle de son droit à la production sous conditions d’inspection périodique et de demandes de dérogations spécifiques.
Parallèlement à sa vie agricole, Léandre Bergeron prend une position radicale sur l’école, qu’il perçoit comme un outil de conditionnement à l’obéissance plus qu’un espace de liberté. Refusant le modèle scolaire traditionnel, il fait le choix d’offrir à ses filles une éducation à la maison, hors des sentiers battus du système scolaire québécois. L’expérience, racontée dans l’ouvrage Comme des invitées de marque, devient emblématique du mouvement d’instruction en famille (IEF) au Québec. Ses trois filles n’ont jamais été scolarisées au sens classique; Bergeron préfère une pédagogie libre et un apprentissage fondé sur la curiosité et le respect du rythme naturel de l’enfant. Ce choix, à l’époque marginal et peu réglementé, suscite un certain intérêt médiatique et des débats sur la légitimité et l’efficacité de l’instruction en famille au Québec.
Il reste une figure de la contre-culture québécoise, à la fois par ses prises de position contre l’homogénéisation alimentaire imposée par le MAPAQ et par son engagement pionnier pour l’éducation alternative et l’instruction à domicile, refusant toute forme de normalisation étatique, autant dans la production artisanale que dans l’éducation de ses enfants.
Léandre Bergeron meurt le 31 juillet 2025 à l'âge de 91 ans, à Rouyn-Noranda (Québec).

## Œuvres
- Petit manuel d'histoire du Québec[25], 1970, Éditions Québécoises / réédition 1979 VLB Éditeur[26].
- The History of Quebec, a Patriote's Handbook, 1971, N.C. Press, Toronto
- En effet, on est des Savages, 1972, spectacle politico-historique, animation: Léandre Bergeron, musique: Luc Cousineau, Centre national des arts[27].
- Pourquoi une révolution au Québec[25], 1972, Éditions Québécoises, Montréal.
- L'histoire du Québec en trois régimes, 1974, Éditions de l'Aurore, Montréal[28]
- Why There Must Be A Revolution In Quebec, 1974, N.C. Press, Toronto, 180 p.
- The history of Québec, 1975
- Dictionnaire de la langue québécoise, 1980, VLB Éditeur, Montréal, 580 p[29],[30]
- Dictionnaire de la langue québécoise : supplément, 1981, VLB Éditeur, Montréal[31],[32],[33],[34],[35]
- La Charte de la langue québécoise[36], 1981, VLB Éditeur, Montréal, 50 p
- Petit manuel de l'accouchement à la maison, 1982, VLB Éditeur, Montréal, réédition Éditions des deux ailes, Éditions Myriadis (France), 250 p[37]
- Sur la question nationale, 1982, Éditions du Tonnerre, 184 p[38]
- The Québécois Dictionary, 1982, James Lorimer & Company, Publisher, Toronto, 207 p
- L'action consciente en vue d'instaurer le paradis terrestre, 1994
- L'histoire du Québec illustrée : Tome 1 Le régime français, 1971, bande dessinée, à titre de scénariste (dessins de Robert Lavaill), éditions québécoises[39].
- L'histoire du Québec illustrée : Tome 2 La conquête, 1973, bande dessinée, à titre de scénariste (dessins de Robert Lavaill), éditions québécoises.
- Comme des invitées de marque, 2002, Éditions Trois-Pistoles[40],[41],réédition Éditions des deux ailes, 2014 Éditions Myriadis (France), 167 p.,
- Petit manuel d'histoire du Québec[42], 2008, nouvelle édition grand format avec la mise à jour de Pierre Landry, Éditions Trois-Pistoles, 628 p[43].
- For the Sake of Our Children, 2009, The alternative Press, Toronto, 124p
- Deux pas en arrière dans l’ordre des choses, 2014, Éditions des deux ailes  (ISBN 978-2-98142-530-0), 2015 version anglaise,  Éditions Myriadis (France) 153 p
- Le Big Bang est une flatulence : Pour une cosmologie autre, Éditions du Québécois, 2019[44]

## Distinction
- 2008: Prix Impératif français pour sa contribution à la promotion de la langue française[45]